# 楊福景
楊福景（Yong Hock Kin，1974年6月14日—），是一名已退役馬來西亞男子羽球運動員，出生於森美蘭州。
1997年，楊福景在東南亞運動會羽毛球比賽獲得男子單打銅牌。1998年，他贏得了印尼羽球公開賽，並在亞洲運動會上獲得銅牌。2001年，他在泰國羽球公開賽上取得了成功。
他曾代表馬來西亞參加1998年湯姆斯盃，在與印尼對陣的決賽上以第二單打身份出賽，結果以14:18、15:10、5:15輸給葉誠萬。最終馬來西亞以2-3輸掉比賽而獲得亞軍。